# Аппий Клавдий Сабин Инрегиллен (консул 495 года до н. э.)
Аппий Клавдий Сабин Инрегиллен (лат. Appius Claudius Sabinus Inregillensis; около 540 — после 480 гг. до н. э.) — римский государственный деятель, основатель династии Клавдиев.
Первоначально он звался Аттием Клавзом и был сыном сабинянина из города Регилла, Марка. В 504 до н. э. Аттий выступил за мир с Римом вопреки мнению большинства своих сограждан. Затем из-за раздоров с ними ему пришлось переселиться в Рим вместе с 5 тысячами своих соплеменников и клиентов. В Риме он получил патрицианское достоинство, имя на римский манер — Аппий Клавдий Сабин Инрегиллен, а его последователи были поселены на земле за Аниеном и составили новую Клавдиеву трибу. В дальнейшем Аппий Клавдий последовательно отстаивал интересы патрициев против плебса.
Скорее всего, до 496 до н. э. он занимал должность городского квестора. В 498 до н. э. Аппий Клавдий выступил против отмены долгов. В 495 до н. э. он был избран консулом. Во время беспорядков, которые устроили должники, Аппий Клавдий выступил за жесткие меры и против мягкого курса своего коллеги, Публия Сервилия Приска. После победы Сервилия над вольсками он отдал приказ публично высечь и обезглавить 300 их заложников. Затем Аппий Клавдий не позволил предоставить Сервилию триумф. Он возобновил закабаление должников, отмененное Сервилием на время войны. Поспорил со своим коллегой из-за права освятить храм Меркурия, но народ поручил это дело Марку Леторию из ненависти к консулам. Аппий Клавдий пытался жестко противодействовать неповиновению должников, из-за которого был сорван набор в армию, но так и не достиг успеха.
В 494 году до н. э. Аппий Клавдий сделал предложение назначить диктатора в связи с массовым уклонением плебеев от военной службы и оно было принято. В этом же году во время сецессии плебеев, в 492 до н. э. во время голода выступал категорически против любых уступок плебеям. В 491 до н. э. он возразил против народного суда над Кориоланом. В 486 до н. э. Аппий Клавдий выступил против аграрного закона Спурия Кассия, а в 480 до н. э. — против аналогичного проекта Тиберия Понтифиция, предложил привлечь на сторону патрициев часть народных трибунов и воспользоваться их правом вето.